# Falun Gong hors de Chine continentale
Pour un article plus général, voir Falun Gong.
Le Falun Gong, une ancienne discipline de qigong qui combine la méditation et des exercices avec la philosophie morale, a commencé à se répandre largement en Chine à partir de 1992 à la suite de sa divulgation au grand public par Li Hongzhi. Les premières conférences de Li Hongzhi hors de Chine ont eu lieu à Paris en 1995. À l'invitation de l'ambassadeur de Chine en France, il a présenté cette méthode au personnel de l'ambassade et à d'autres personnes. À partir de ce moment-là, Li Hongzhi a donné des conférences dans d'autres grandes villes d’Europe, en Asie, en Australie et en Amérique du Nord. Il s’est installé aux États-Unis en 1998. La communauté internationale du Falun Gong est estimée à plusieurs centaines de milliers de personnes, toutefois cette estimation est imprécise en raison de l’absence d'adhésion formelle.
Depuis 1999, le Falun Gong est victime d'une répression par le régime communiste en Chine continentale. En réponse, les pratiquants de Falun Gong à travers le monde ont lancé des activités de sensibilisation à la question des droits de l'homme, tel que le lobbying auprès des élus, la distribution de dépliants, la participation à des sit-in devant les ambassades et les consulats chinois, ainsi que l’organisation de défilés et de manifestations,,. Les pratiquants ont créé leurs propres médias, ont fondé des organisations de sensibilisation et de recherche pour acquérir et diffuser les faits sur la répression en Chine et ont entamé des poursuites judiciaires contre les organisateurs et participants présumés de la persécution.
Plusieurs gouvernements étrangers, les Nations unies et les organisations des droits de l'homme comme Amnesty International et Human Rights Watch, ont exprimé leur inquiétude au sujet des allégations de torture et de mauvais traitements envers les pratiquants de Falun Gong en Chine,. Toutefois, certains observateurs ont constaté que le Falun Gong n'a pas réussi à attirer le même niveau d'attention et de soutien international que les Tibétains, les Chrétiens chinois ou les militants pour la démocratie. Ceci a été attribué au manque de compétence du mouvement dans le domaine des relations publiques, à l'impact de la propagande du Parti communiste contre la pratique, ou à la nature étrangère à la culture occidentale des enseignements du Falun Gong, qui s'identifient aux traditions bouddhiste et taoïste.

## Organisation et démographie

### Organisation

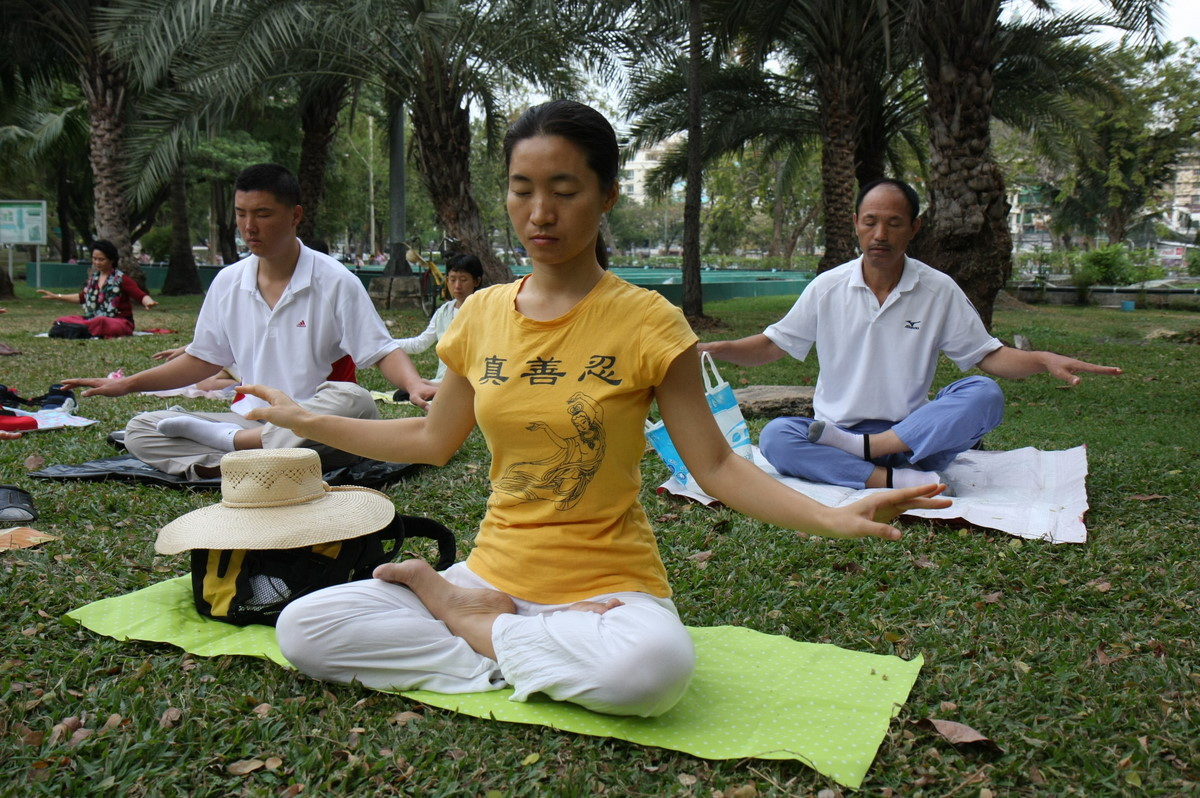
Des pratiquants de Falun Gong en méditation à Bangkok

Du fait de sa structure floue et de l’absence de listes d'adhésion, il est difficile d'évaluer l’importance des communautés du Falun Gong hors Chine. Les groupes locaux affichent les dates et lieux de pratique sur les sites du Falun Gong, mais ne cherchent pas à savoir combien il y a de pratiquants à chaque endroit. David Ownby, historien à l’Université de Montréal, note qu'il n'y a pas de « niveaux moyen, ou supérieur dans l'organisation où on pourrait obtenir une telle information ». Il dit que les pratiquants ne sont pas « membres » d'une « organisation », et ne doivent jamais remplir aucun formulaire.
L'organisation des différentes communautés est assurée par une interconnexion virtuelle sur Internet. En particulier, des communications électroniques, des listes de courriel et une série de sites apparaissent comme le principal moyen de coordination des activités et de diffusion des enseignements de Li Hongzhi. En plus, Internet sert de lien à la communauté des pratiquants et il est aussi utilisé comme un moyen de sensibilisation à la persécution en Chine. Les pratiquants ont créé plus d’une centaine de sites dans le monde entier. La plupart sont en chinois et en anglais, tandis que d'autres sont en allemand, en français, en russe, en espagnol, en portugais, en japonais et en d'autres langues.
Dans la plupart des grandes et moyennes villes, les pratiquants organisent des sessions régulières de méditation ou d'études en groupe pendant lesquelles ils pratiquent les exercices du Falun Gong et lisent les écrits de Li Hongzhi.
Les séances d'exercices et de méditation sont décrites comme des groupes informels qui se réunissent dans les parcs publics, généralement le matin, pendant une à deux heures,. Les sessions d'étude en groupe se passent généralement dans la soirée dans des résidences privées, des salles d’universités ou d'écoles secondaires, et sont décrites par David Ownby comme « la chose la plus proche d'une « congrégation régulière » » qu’on peut trouver dans le Falun Gong. Les personnes qui sont trop occupées, isolées, ou qui préfèrent tout simplement la solitude peuvent aussi pratiquer chez elles.
De grandes conférences de « partage d'expérience » sont également organisées dans les plus grandes villes. Les pratiquants de Falun Gong partagent leurs expériences. Ces conférences, qui peuvent attirer plus d’un millier de personnes, offrent aussi une tribune à Li Hongzhi pour s’adresser à ses disciples.

### Démographie

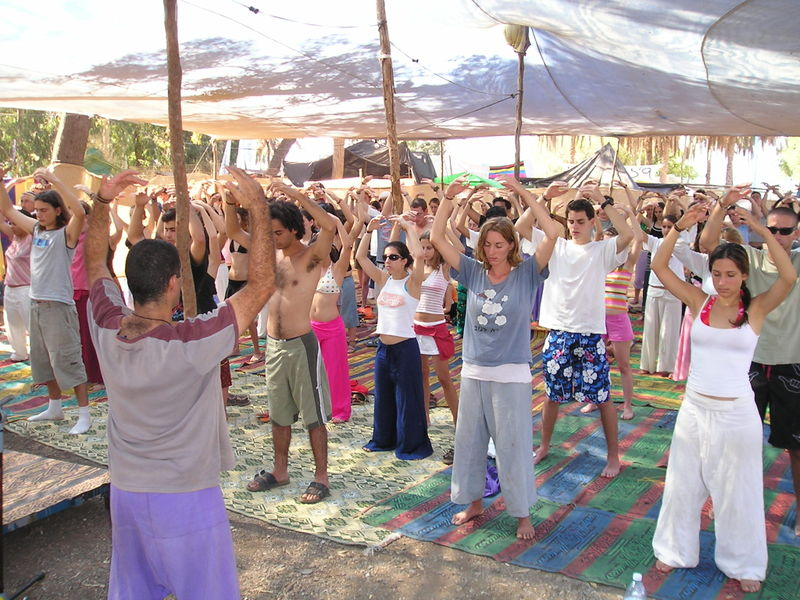
Des gens apprennent les exercices du Falun Gong en Israël

David Ownby confirme les estimations selon lesquelles le Falun Gong est pratiqué par des centaines de milliers de personnes hors de Chine, les plus grandes communautés se trouvant à Taïwan et dans les villes d'Amérique du Nord ayant une importante population chinoise, telles que New York et Toronto. Les enquêtes démographiques des sociologues Susan Palmer et David Ownby dans les communautés nord-américaines ont mis en évidence que 90 % des pratiquants sont d'origine chinoise (en Europe, il y a proportionnellement plus d’Occidentaux). L'âge moyen est d'environ 42 ans. Parmi ceux ayant répondu à l’enquête, 56 % sont des femmes et 44 % des hommes, 80 % sont mariés. Les enquêtes ont révélé que les personnes interrogées sont très instruites : 9 % détiennent un doctorat, 34 % ont un diplôme de niveau bac + 5, et 24 % ont un diplôme de niveau bac + 3 à bac + 4.
La plupart des pratiquants de Falun Gong en Amérique du Nord sont des étudiants chinois ayant émigré dans les années 1980 et 1990. Comme l’a constaté Craig Burgdoff dans sa recherche ethnographique parmi les pratiquants de l'Ohio, 85 à 90 % sont des étudiants chinois de troisième cycle ou des membres de leur famille. Des résultats similaires ont été confirmés en Amérique du Nord par Scott Lowe, professeur de philosophie et d'études religieuses à l'université Eau Claire du Wisconsin. Dans un sondage Internet de 2003, Scott Lowe a constaté que les Chinois qui vivent dans les pays occidentaux et ont répondu à l’enquête sont « tous bien éduqués, représentant clairement l'élite expatriée », sont tous titulaires d'un diplôme de maîtrise ou plus. Le profil de formation des participants à l’enquête de Singapour et de Malaisie est plus varié avec une participation minoritaire de diplômés.
La majorité des élèves en Amérique du Nord a appris le Falun Gong après avoir quitté la Chine. Contrairement à la situation en Chine, ou on trouve beaucoup de femmes retraitées parmi les pratiquants, l'enquête de David Ownby effectuée entre 1999 et 2002 lors des conférences à Montréal, Toronto et Boston, a révélé que le pratiquant chinois en Amérique du Nord est en général « jeune, urbain, dynamique ». Les adhérents non-chinois du Falun Gong tendent à correspondre au profil des non-conformistes et « chercheurs spirituels », c'est-à-dire des personnes qui ont essayé une variété d’autres qigong, yoga, ou pratiques religieuses avant de trouver le Falun Gong. Ceci est en contraste avec l’image habituelle d’un Chinois, qu’Ownby décrit comme « la plus droite des flèches droites ».

### Les raisons pour pratiquer le Falun Gong

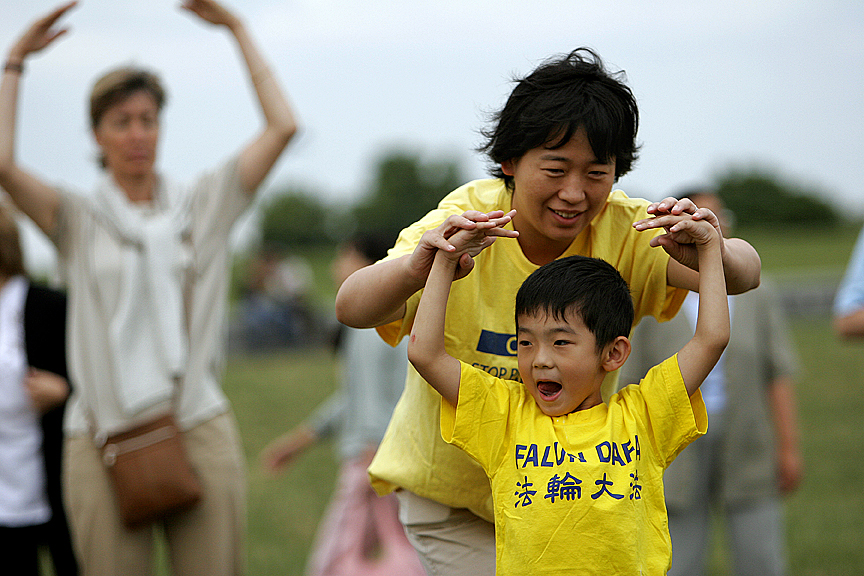
Sur un site de pratique de Falun Gong, un enfant apprend le deuxième exercice de la méthode.

Les enquêtes effectuées parmi les pratiquants de Falun Gong en Amérique du Nord révèlent que les raisons les plus fréquemment évoquées pour avoir commencé la pratique sont les enseignements, les exercices et les effets sur la santé. Dans une étude menée par David Ownby, près de 30 % des pratiquants ont dit avoir été attirés par le Falun Dafa à cause de son « contenu intellectuel », 27 % par la possibilité « d'élévation spirituelle », 20 % par les « bienfaits pour la santé », 15 % par les exercices, 7 % par la personnalité de Li Hongzhi et 2 % par la communauté des pratiquants. Selon David Ownby, le « contenu intellectuel » se réfère au fait que les enseignements du Falun Dafa parlent du « fonctionnement de l'univers physique et moral ».
L'enquête de Scott Lowe a constaté que les enseignements spirituels et la possibilité d’acquérir une bonne santé du Falun Gong étaient les raisons les plus courantes pour commencer la pratique. Dans l'enquête de Lowe, 22 répondants ont mentionné « la philosophie de Maître Li et ses réponses aux questions les plus difficiles de la vie » comme l’avantage principal de la discipline, tandis que vingt autres ont été attirés par l’amélioration de la santé. Neuf ont été attirés par les principes moraux, douze par les livres, dix par les exercices et d'autres par une variété d'autres facteurs. Plusieurs répondants ont conclu que d'autres formes de qigong « manquent de profondeur, sont esotériques et superficielles», alors qu'ils pensent que le Falun Gong est le «système le plus complet, efficace et universel de cultivation spirituelle de la planète ».
L’enquête de Scott Lowe demandait aussi aux pratiquants si l’attrait du Falun Gong avait évolué pour eux au fil du temps. Dix ont affirmé qu’il était le même car ils avaient commencé à pratiquer le Falun Gong pour atteindre l’accomplissement, ce qui est le but de la pratique. D’autres, ont graduellement commencé à donner moins d’importance à l’amélioration de la santé qu'ils ont acquise puisqu’ils ont commencé à la considérer « comme un résultat assez trivial de la pratique ». Vingt-six répondants ont dit qu'ils ont acquis un nouveau sentiment de certitude morale et d’élévation spirituelle, tandis que dix « montraient une ferme détermination d’arriver au but ultime de la pratique en obtenant l’accomplissement. »

## Réactions du mouvement hors de Chine à la persécution en Chine

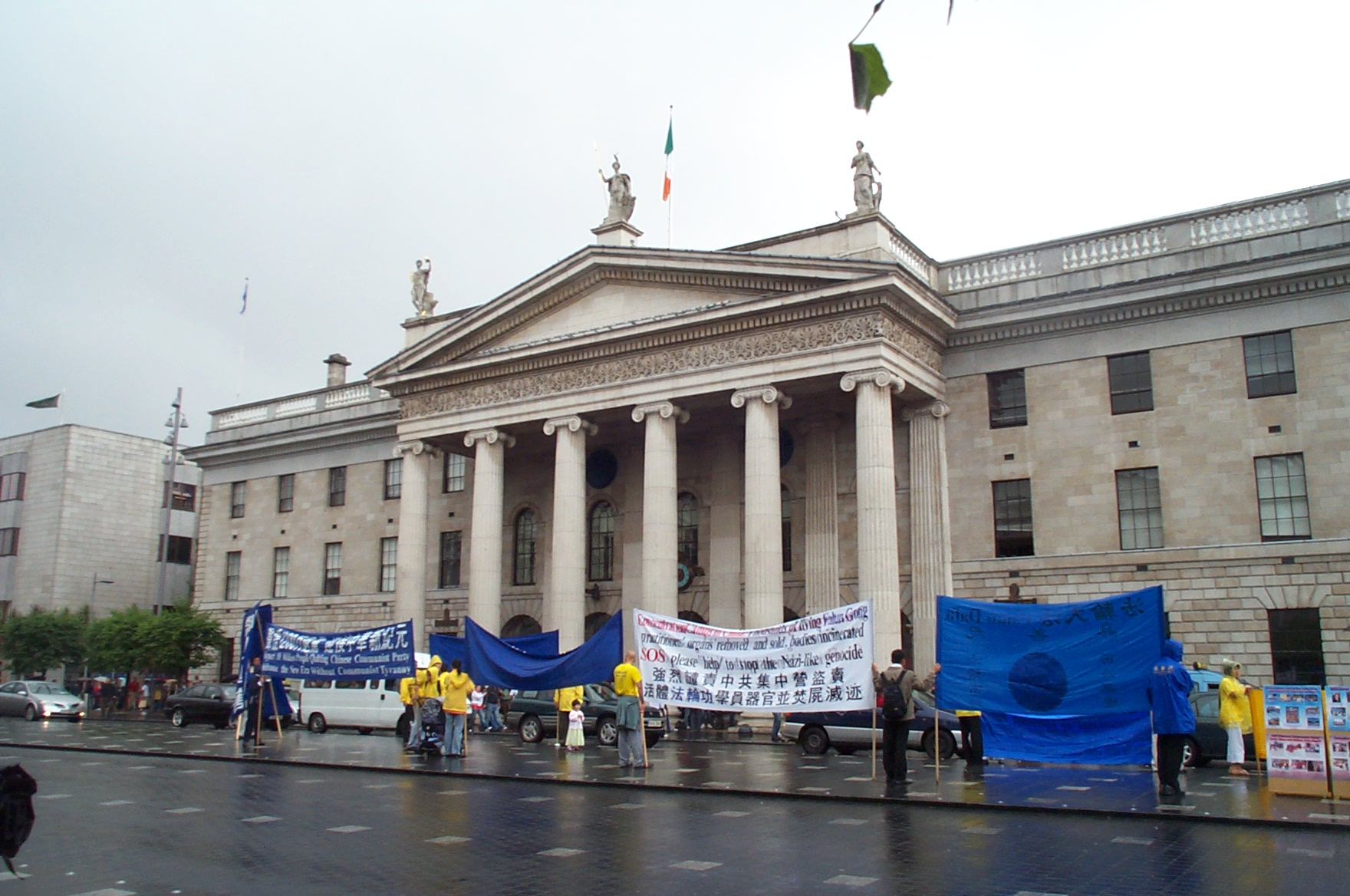
) Des pratiquants de Falun Gong protestant devant la Poste Centrale de Dublin

En juillet 1999, le Parti communiste chinois a lancé une campagne visant à éliminer le Falun Gong, recourant à l'emprisonnement extrajudiciaire, la torture et d'autres mesures coercitives ainsi qu’à la propagande. Les pratiquants de Falun Gong à l'intérieur et à l'extérieur de la Chine ont adopté différentes approches pour résister et atténuer la répression en Chine. Ces approches incluent l’utilisation des médias, le lobbying auprès des gouvernements et des ONG, des protestations et des manifestations publiques et des demandes de recours judiciaires. Comme la persécution en Chine continuait, les pratiquants à l'étranger liaient de plus en plus leurs appels à l'aide au contexte des discours occidentaux dans le domaine des droits de l'homme, mettant l'accent sur la liberté d'expression, de rassemblement et de conscience.

### Initiatives juridiques
Les avocats agissant au nom des pratiquants de Falun Gong ont déposé à travers le monde des dizaines de plaintes largement symboliques contre Jiang Zemin, Luo Gan et d'autres responsables chinois les accusant de génocide et de crimes contre l'humanité. Selon International Advocates for Justice, le Falun Gong a déposé le plus grand nombre de plaintes contre les violations des droits de l'homme au XXIe siècle, tandis que leurs accusations sont parmi les crimes internationaux les plus graves reconnus par des lois pénales internationales. En 2006, 54 poursuites judiciaires civiles et pénales étaient en cours dans 33 pays.
Dans certains cas, les tribunaux ont refusé de se prononcer sur les cas du Falun Gong contre les responsables chinois en raison de l'immunité des chefs d'État. En novembre 2009, cependant, Jiang Zemin et Luo Gan ont été inculpés par un tribunal espagnol sur des accusations de génocide et de crimes contre l'humanité à la suite de leur implication dans la répression du Falun Gong. Un mois plus tard, un juge argentin a conclu que Jiang Zemin et Luo Gan avaient mis en œuvre une « stratégie de génocide » dans la campagne de l'éradication du Falun Gong, et a demandé à Interpol de les arrêter.
En mai 2011, une plainte a été déposée au nom de pratiquants de Falun Gong contre la société Cisco, le géant de la technologie. La plainte affirme, en se basant principalement sur des documents internes de Cisco, que cette société a « développé et mis à disposition du Parti communiste chinois un système de surveillance, sachant qu'il serait utilisé pour exterminer ceux qui croient dans le Falun Gong et de les soumettre à la détention, aux travaux forcés et à la torture ». Cisco nie avoir adapté ses produits pour qu’ils puissent faciliter la censure ou la répression.
En plus de plaintes contre les hauts responsables chinois et des sociétés, les pratiquants de Falun Gong ont déposé un certain nombre de plaintes pour discrimination à l’extérieur de la Chine, la plupart d'entre elles au sein de la communauté chinoise. Plusieurs plaintes ont été déposées, avec des résultats mitigés, après que des groupes de Falun Gong aient été empêchés de participer à différents défilés ou événements,,. Au Canada et à New York, les pratiquants de Falun Gong ont gagné des procès contre les entreprises ou organisations communautaires chinoises pour la discrimination de leur croyance,.
Les pratiquants de Falun Gong ont été impliqués dans un certain nombre de cas de diffamation par des médias en langue chinoise ou des agents du gouvernement chinois. En 2004, Joël Chipkar, un pratiquant de Falun Gong canadien, a gagné un procès en diffamation contre Pan Xinchun, un agent du consulat chinois à Toronto. Ce dernier avait traité Joël Chipkar de membre d'une « secte sinistre » dans un article de journal. Pan Xinchun a été condamné à payer 10 000 dollars en dommages-intérêts à Joël Chipkar, mais il a quitté le pays avant de le faire. En 2008, la Cour d'appel du Québec au Canada, a décidé qu'un journal de langue chinoise, « Les Presses Chinoises », avait diffamé le Falun Gong en décrivant cette pratique comme dangereuse et perverse. La Cour n'a pas exigé de payer des dommages-intérêts, car la diffamation ciblait un groupe et non des plaignants individuels.

### Création de médias
Au début des années 2000, les pratiquants de Falun Gong aux États-Unis ont commencé à créer leurs propres médias en chinois pour faire connaître plus largement leur cause et donner une version alternative aux informations dominantes des médias d'État chinois. Il s'agit notamment du journal Epoch Times, de la chaîne de télévision New Tang Dynasty et de la station de radio Son de l'espoir. En plus d’informer sur la situation autour du Falun Gong, ils considèrent d’un œil critique la politique du Parti communiste chinois en général, faisant des reportages sur d'autres questions relatives aux droits de l'homme en Chine, la corruption, l'environnement et les questions de santé publique, etc. Selon Zhao Yuezhi, professeur en communications, ces médias sont un exemple de la façon dont le Falun Gong a formé une « alliance médiatique de facto » avec les mouvements démocratiques chinois en exil, comme on le constate par la publication fréquente d'articles écrits par les principaux critiques en exil du gouvernement chinois.
Bien qu'initialement créé pour répondre aux besoins de couverture médiatique en chinois, ces médias ont prolongé leur couverture à plusieurs autres langues. Ces médias affirment qu'ils ne sont pas formellement affiliés au Falun Gong, qui n’a ni organisation centralisée ni ressources financières. Cependant, la plupart de leur personnel sont adhérents du Falun Gong et beaucoup d’entre eux contribuent bénévolement.

### Manifestations

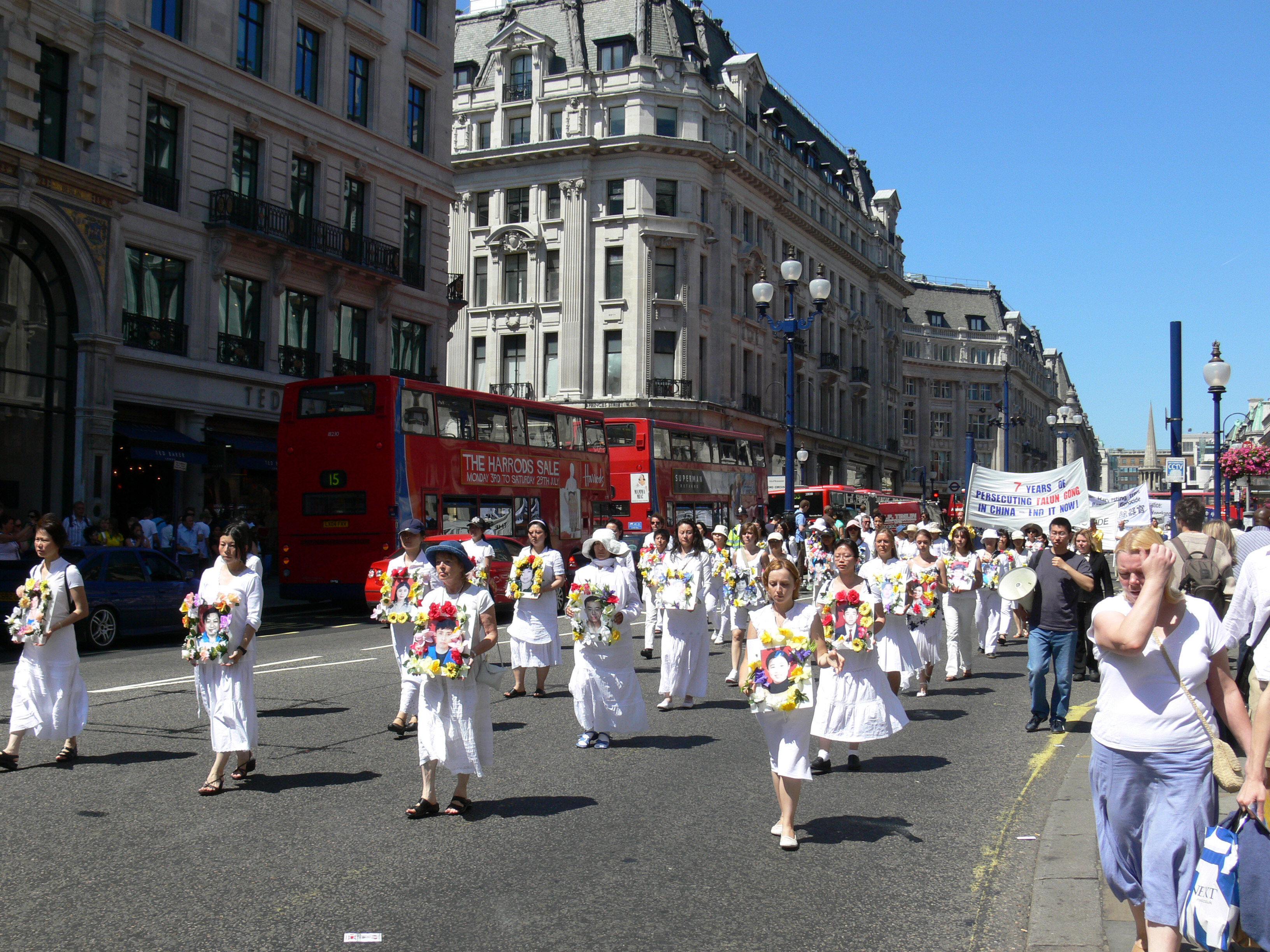
Manifestation du Falun Gong à Londres en commémoration des pratiquants persécutés en Chine

Après le début de la persécution en Chine en 1999, les pratiquants hors Chine ont commencé à organiser des manifestations, des rassemblements et des appels. Il s'agit notamment de marches de protestation, de manifestations et de veillées organisées autour des anniversaires des dates importantes, comme le 25 avril 1999 et le 20 juillet 1999. Les marches de protestation se composent généralement des participants portant des panneaux et des banderoles, tandis que différentes parties de la marche sont consacrées aux différents aspects de la persécution. Il y a souvent un groupe de participants vêtus en blanc (symbolisant le deuil) qui portent les images de ceux qui ont été tués en Chine.
Les pratiquants de Falun Gong organisent également des sit-ins devant les ambassades et consulats chinois. Les pratiquants de Vancouver au Canada continuent de mener la plus longue des protestations ininterrompue contre la persécution. Elle se tient 24 heures sur 24, sept jours sur sept, à l'entrée du consulat chinois rue Granville. En juin 2006, le maire de Vancouver a annoncé que les panneaux et autres objets de protestation devaient être enlevés conformément à la législation contre l’établissement de structures permanentes sur la propriété publique. En 2010, la Cour d'appel de la Colombie-Britannique a décidé que l’ordre de la ville pour enlever les structures de protestation était inconstitutionnel, et les structures ont été restaurées.
Les anniversaires des dates importantes de la persécution sont marqués par les protestations des communautés de Falun Gong à travers le monde. Par exemple, à Washington, l'anniversaire du 20 juillet 1999 est marqué par un rassemblement de milliers de pratiquants au Capitole des États-Unis. Les visites diplomatiques des hauts responsables chinois sont également souvent accompagnées de manifestations des pratiquants de Falun Gong.

### Défilés
Contrairement aux manifestations qui sont destinées à attirer l'attention sur la répression en Chine, les défilés de Falun Gong comprennent généralement la démonstration de danses, des costumes et des chants traditionnels chinois ainsi que des exercices de Falun Gong, des tambours, des chars allégoriques et des banderoles. Les pratiquants organisent régulièrement des défilés ou des démonstrations publiques d’arts traditionnels chinois autour du 13 mai, l'anniversaire du premier enseignement public de la pratique en Chine. Les pratiquants participent également à différents défilés organisés à travers le monde pour faire connaître leur mouvement et son message.

### Arts et culture
Plusieurs pratiquants de Falun Gong et organisations hors Chine sont engagés dans la promotion des arts traditionnels chinois. Les pratiquants considèrent le Falun Gong comme faisant partie d’une vaste tradition culturelle qui a donné naissance aux arts traditionnels chinois, qu'ils décrivent comme ayant été supprimés et attaqués sous le règne du Parti communiste.
Les pratiquants de Falun Gong formés aux arts visuels ont organisé des expositions de leurs œuvres comme un moyen de présenter leurs croyances et leur discipline et de sensibiliser à la répression en Chine. Il s'agit notamment de Zhang Cuiying, une peintre australienne qui a été emprisonnée en Chine pour sa pratique de Falun Gong, et Zhang Kunlun, un citoyen canadien et ancien professeur qui a également été emprisonné en Chine. Zhang Kunlun fait partie d'un groupe de douze artistes de Falun Gong qui exposent leurs tableaux à l'exposition L'Art de Zhen Shan Ren qui voyage à travers le monde,

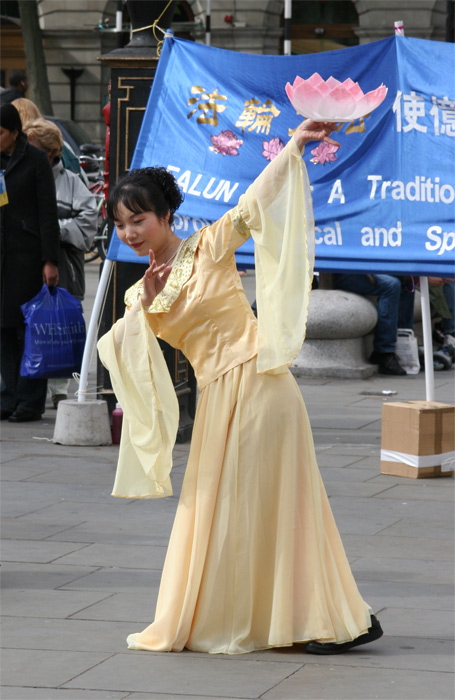
Une pratiquante de Falun Gong présente une danse en costume traditionnel chinois au centre de Londres

En 2006, les pratiquants de Falun Gong ayant une formation en danse et en musique classique chinoise ont créé dans l'état de New York la compagnie Shen Yun Performing Arts. Shen Yun comprend trois différentes compagnies de danseurs et musiciens qui font des tournées internationales. Sa mission est de faire « revivre 5 000 ans de culture chinoise d'inspiration divine ». Les spectacles de Shen Yun se composent de danses classiques chinoises, de danses folkloriques ethniques, de musiciens solo et de danses qui parlent du Falun Gong. Les spectacles locaux de Shen Yun sont souvent présentés par l'Association de Falun Dafa de la ville d’accueil.
New Tang Dynasty, la chaîne de télévision créée par des pratiquants sino-américains de Falun Gong, présente toute une variété de programmes de sensibilisation culturelle dans le cadre de « faire connaitre et apprécier la culture traditionnelle chinoise ».

### Organisations de recherche et sensibilisation
L'Organisation mondiale d'investigation sur la persécution du Falun Gong (WOIPFG) est un organisme qui enquête sur « les crimes commis par chaque institution, organisation et individu impliqué dans la persécution du Falun Gong ». Les sympathisants du Falun Gong ont également fondé des groupes tels que les Amis du Falun Gong et la Coalition d'investigation sur la persécution du Falun Gong (CIPFG).

### Outils de contournement
À peu près au même moment que le début de la répression en 1999, les autorités chinoises ont commencé à installer et à renforcer un système de censure et de surveillance d'Internet, parfois appelé le « bouclier d'or ». Depuis lors, les informations relatives au Falun Gong ont toujours été parmi les principales cibles de censure et de surveillance sur Internet, tandis que plusieurs pratiquants de Falun Gong auraient été arrêtés et envoyés en prison ou dans des camps de travail pour avoir téléchargé ou diffusé des informations en ligne.
En 2000, les informaticiens nord-américain de Falun Gong ont commencé à développer des outils pour contourner ce système et rendre anonyme ceux qui, en Chine continentale, veulent accéder à des informations sur le Falun Gong. Leurs logiciels, tels que Freegate et GPass, sont devenus des outils populaires pour se soustraire au contrôle gouvernemental d'Internet dans plusieurs autres pays.

### Autres initiatives et campagnes

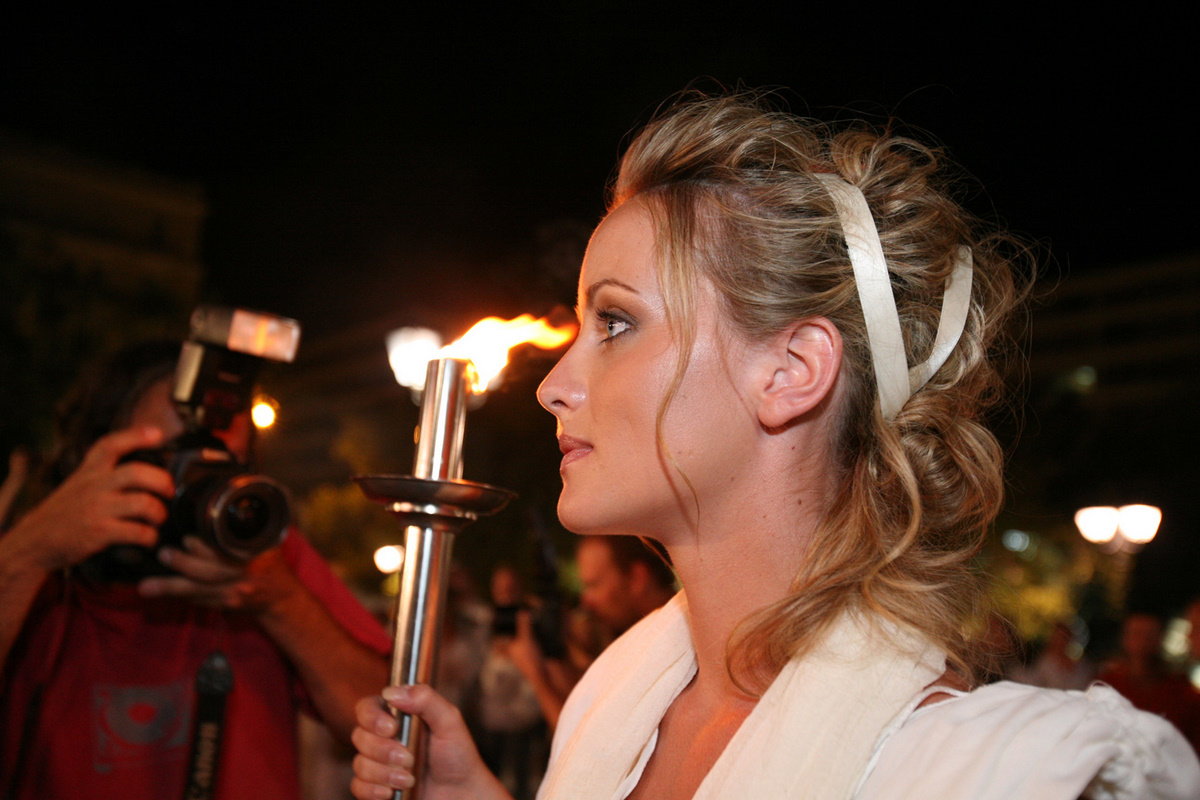
Le lancement le 9 août 2007 du Relais de la flamme des droits de l'homme à Athènes en Grèce.

Les pratiquants de Falun Gong ont organisé un certain nombre de campagnes pour attirer l'attention sur la persécution du Falun Gong en Chine. Un des exemples bien connus a été le relais de la flamme des droits de l’homme, qui a traversé plus de 35 pays en 2007 et 2008 avant les Jeux olympiques de Pékin en 2008,.
Le relais avait comme but d’attirer, à l’occasion des Jeux Olympiques, l'attention sur plusieurs questions relatives aux droits de l'homme en Chine, en particulier sur les questions du Falun Gong et du Tibet. Ce relais a été soutenu par des centaines d'élus, d’anciens médaillées olympiques, des groupes des droits de l’homme et d'autres organisations concernées.
Certains pratiquants de Falun Gong tant à l'intérieur qu’à l'extérieur de la Chine sont également impliqués dans la promotion du mouvement Tuidang, un phénomène initié par une série éditoriale du journal Epoch Times à la fin de 2004. Le mouvement encourage les Chinois à renoncer à leur affiliation au Parti communiste chinois, y compris à sortir a posteriori de la Ligue de la jeunesse communiste et des Jeunes pionniers. Les pratiquants de Falun Gong en dehors de Chine font des appels téléphoniques ou envoient des fax en Chine continentale pour informer les chinois de ce mouvement et solliciter des déclarations de renonciation.

## Tentatives de répression à l'étranger par l’État-parti chinois
La campagne du Parti communiste contre le Falun Gong s’est étendue aux communautés de la diaspora chinoise, y compris aux moyens des médias, de l'espionnage et de la surveillance des pratiquants de Falun Gong, du harcèlement et de la violence envers ces pratiquants, de la pression diplomatique sur les gouvernements étrangers et du piratage de sites étrangers. Selon un transfuge du consulat chinois à Sydney, en Australie, « la guerre contre le Falun Gong est une des principales tâches de la mission chinoise à l'étranger ».
En 2004, la Chambre des représentants des États-Unis a adopté à l'unanimité une résolution condamnant les agressions contre les pratiquants de Falun Gong aux États-Unis par des agents du Parti communiste. La résolution a rapporté que les acolytes du parti ont « fait pression sur les élus locaux aux États-Unis pour qu’ils refusent ou retirent leur soutien au groupe spirituel de Falun Gong », que les porte-paroles du Falun Gong ont eu leurs maisons saccagées et que les individus qui avaient participé aux actions de protestation pacifiques devant les ambassades ont été agressés physiquement.
La campagne contre le Falun Gong à l'étranger est décrite dans les documents de l’organisme d’État chinois portant le nom de Bureau des affaires des Chinois d’outremer (BACO). Dans un rapport d'une réunion en 2007 des dirigeants du BACO au niveau national, provincial et municipal, le bureau a mentionné qu'il « coordonne les actions de la lutte anti-Falun Gong à l'étranger. » Le BACO exhorte les Chinois de l'étranger à participer « à la mise en œuvre résolue et à l'exécution de la ligne du Parti, des principes directeurs du Parti et de la politique du Parti » et « à propager agressivement la lutte » contre le Falun Gong, les séparatistes ethniques et les militants taïwanais de l’indépendance basés à l'étranger. D'autres institutions et organes d'état soupçonnés d'être impliqués dans cette campagne à l'étranger sont, entre autres, le ministère de la Sécurité d'État (MSS), le Bureau 610et l'Armée populaire de libération.

### Surveillance et espionnage
En 2005, Chen Yonglin, le consul politique du consulat chinois à Sydney, ainsi que Jennifer Zeng, une pratiquante de Falun Gong victime de torture en Chine, ont demandé l'asile en Australie en faisant savoir que des agents chinois avaient été engagés dans des opérations de grande envergure pour surveiller, intimider et saper le soutien au Falun Gong en dehors de la Chine. Chen Yonglin aurait déclaré que sa fonction principale au consulat chinois consistait à surveiller et harceler des pratiquants de Falun Gong, ainsi qu’à des actions destinées à réduire le soutien à la pratique de la part des médias et des élus australiens. Mme Zeng a avoué que « l’espionnage et l'intimidation des pratiquants de Falun Gong à l'étranger sont tellement répandus que beaucoup d'entre nous s’y sont habitués ».
En 2005, un agent du Ministère de la Sécurité d'État (MSE) travaillant à l'ambassade de Chine à Berlin, a recruté un pratiquant de Falun Gong allemand Dr. Dan Sun pour agir comme informateur. Selon le magazine Der Spiegel, ce cas a démontré combien « la lutte [contre le Falun Gong] est importante pour le gouvernement [chinois] » et « montre l'approche parfois très agressive utilisée par les services de renseignement chinois ».

### Listes noires
Les autorités chinoises auraient établi des listes des principaux pratiquants et adhérents du Falun Gong à l'étranger, et ils utilisent ces listes noires pour leur imposer des restrictions de voyage et de visa. Chen Yonglin, le transfuge du consulat chinois à Sydney, a déclaré en 2005 que près de 800 pratiquants de Falun Gong australiens avaient été mis sur une telle liste (Mr Chen a affirmé qu'il a essayé d’enlever la plupart de leurs noms de la liste).
À la veille des Jeux Olympiques, les services de sécurité publique chinois auraient demandé au gouvernement japonais des listes de pratiquants de Falun Gong japonais. Cette demande a été rejetée.
En juin 2002, lorsque Jiang Zemin était en visite en Islande, les autorités islandaises se sont soumises aux exigences du gouvernement chinois qui demandait de renvoyer les pratiquants de Falun Gong qui cherchaient à entrer dans ce pays pour protester contre la persécution. En utilisant une liste noire fournie par la Chine, des centaines de pratiquants de Falun Gong ont été refoulés par la compagnie aérienne nationale ou mis en détention s'ils avaient réussi à arriver en Islande. La liste noire a déclenché les protestations des Islandais et des membres du parlement. En 2011, Össur Skarphéðinsson, ministre des Affaires étrangères de l'Islande, a présenté publiquement des excuses pour avoir violé la liberté d'expression et de déplacement des pratiquants de Falun Gong.
En août 2010, une hôtesse de l'air de la compagnie aérienne australienne Qantas, a été rétrogradée et assignée aux vols à courte distance après avoir été menacée par des responsables chinois à Pékin, bien qu'y ayant volé plusieurs fois auparavant.
Bien que le Falun Gong soit pratiqué librement à Hong Kong, les pratiquants de Falun Gong étrangers ont également signalé avoir été mis sur la liste noire pour empêcher leur entrée sur ce territoire. En 2001, les responsables de Hong Kong ont admis qu'ils avaient établi une liste noire pour refuser l'entrée à environ 100 pratiquants de Falun Gong lors d'une visite de Jiang Zemin, alors dirigeant du Parti communiste chinois. En 2004, un pratiquant de Falun Gong canadien en tournée touristique s’était vu refuser l'entrée sur le territoire de Hong Kong, et en 2008, deux pratiquants de Falun Gong des États-Unis et de la Suisse se sont séparément vu refuser l'entrée lors de leurs voyages dans des buts professionnels et de recherche.
En 2003, 80 pratiquants taïwanais ont été empêchés de se rendre à Hong Kong, et de nouveau en 2007, des centaines d'autres Taïwanais se sont vus refuser l'entrée à Hong Kong ou ont été détenus à l'aéroport. Ces incidents ont fait l’objet d’une enquête sur la violation des droits de l’homme qui a duré six ans et qui a testé l’application réelle de l’arrangement « un pays, deux systèmes ». En 2009, l'action en justice du Falun Gong contre le ministère de l'Immigration de Hong Kong a été rejetée. Quelques mois plus tard, les fonctionnaires de l'immigration de Hong Kong ont refusé le visa à plusieurs membres de la compagnie de danse de Shen Yun, lié au Falun Gong, qui devait présenter un spectacle dans le pays en janvier 2010.

### Perturbation et surveillance des communications électroniques
Selon Ethan Gutman, expert de l'Internet chinois, les sites de Falun Gong basés hors de Chine ont été les premières cibles des cyber-attaques provenant de Chine. En 2011, les séquences d’archives diffusées sur CCTV ont montré du personnel de l'Armée populaire de libération effectuant des attaques sur les sites de Falun Gong basés aux États-Unis.

### Violence
Dans des cas isolés, des actes de violence auraient été commis à l'étranger contre les pratiquants de Falun Gong par des agents du gouvernement chinois. Toutefois, leur lien avec les autorités chinoises est parfois difficile à prouver.
En septembre 2001, cinq pratiquants de Falun Gong ont été agressés alors qu'ils manifestaient en face du consulat chinois de Chicago. Les agresseurs, qui ont par la suite été reconnus coupables de coups et blessures, étaient membres d'une association sino-américaine en lien avec le consulat chinois. En 2002, Leon Wang, un pratiquant d’Ottawa âgé de 25 ans, a déclaré avoir reçu des coups de pied, été traîné et battu à l'intérieur de l’ambassade de Chine après avoir été surpris en train de prendre des photos d'une exposition anti-Falun Gong qui y était organisée. L'ambassade a répondu que Wang « avait pénétré sournoisement (...) et avait perturbé le déroulement normal » de l'événement.
En juin 2004, le pratiquant de Falun Gong australien David Liang a été blessé en Afrique du Sud par des coups de feu provenant d’une voiture qui doublait la sienne. Le but de sa visite était de manifester pendant les réunions de la Commission binationale Afrique du Sud - Chine et de demander l’ouverture de l’enquête sur les responsables chinois de haut rang pour leur implication dans la répression du Falun Gong. Les pratiquants affirment que cette fusillade était une tentative d'assassinat, car les agresseurs n'ont pas essayé de les voler. Les fonctionnaires de l'ambassade chinoise ont nié toute implication. En décembre 2005, les pratiquants de Falun Gong d’Argentine ont déposé une plainte contre l'ancien chef du Bureau 610 et le membre du Politburo Luo Gan, alors qu'il visitait ce pays. Pendant la visite de Luo Gan, les pratiquants ont été battus par des agresseurs chinois sur la place du Congrès à Buenos Aires. La police aurait reçu l'ordre de ne pas intervenir. Le directeur d'Amnesty International Argentine a suggéré que les agressions pouvaient avoir « un lien avec les fonctionnaires du gouvernement chinois »,.
Au printemps et été 2008, les pratiquants de Falun Gong à New York sont devenus les cibles de violences répétées à Flushing et dans le Queens où réside une importante communauté chinoise. Des groupes de Chinois auraient donné des coups, agressé et jeté des pierres aux pratiquants de Falun Gong, conduisant à plusieurs arrestations. Peng Keyu, le consul général chinois à New York, a été impliqué dans l'incitation à la violence contre les pratiquants de Falun Gong.

### Pression diplomatique et commerciale
Les représentants de l’État-parti, agissant généralement à travers la mission diplomatique de Chine à l'étranger, ont exercé une pression diplomatique et commerciale sur les gouvernements, les médias et les entreprises privées étrangers au sujet du Falun Gong.
En Amérique du Nord, des agents chinois auraient visité les rédactions des journaux pour « louer les vertus de la Chine communiste et les maux du Falun Gong. » Il y a également eu des cas où les rédactions des médias internationaux ont annulé la programmation ou la publication des articles sur le Falun Gong à la suite des exigences du gouvernement chinois. Par exemple, en 2008, la Société Radio-Canada a succombé à la pression de l'ambassade chinoise à Ottawa pour retirer un documentaire sur le Falun Gong seulement quelques heures avant sa diffusion. En 2009-2010, le Washington Post a commandé un grand reportage sur le Falun Gong. Selon un journaliste, cet article a été retiré « immédiatement après que l'ambassade de Chine en ait pris connaissance. »
Des diplomates chinois exhortent également les politiciens à ne pas soutenir ou reconnaître le Falun Gong et menacent que la manifestation de soutien au Falun Gong pourra compromettre les relations commerciales avec la Chine,. En 2002, le Wall Street Journal a rapporté que des centaines de municipalités américaines avaient reçu des lettres de missions diplomatiques chinoises, leur demandant d’éviter ou de réprimer le Falun Gong, en utilisant des approches qui « mélangeaient une grossière désinformation avec la tactique de faire peur et, dans certains cas, une pression diplomatique et commerciale sournoisement appliquée. »
Selon Perry Link, la pression sur les institutions occidentales peut prendre des formes plus subtiles, y compris l’autocensure universitaire, quand la recherche sur le Falun Gong est évitée parce qu’elle pourrait entraîner un refus de visas pour les recherches sur le terrain en Chine. Ethan Gutmann a également noté que les médias et les organisations des droits de l'homme pratiquent aussi l'auto-censure par rapport à ce sujet, en tenant compte de l'attitude du gouvernement chinois envers la pratique et des répercussions probables qui pourraient suivre des démarches publiques au nom du Falun Gong.
Les gouvernements et les entreprises privées ont également été mis sous pression par la Chine pour censurer les médias gérés par les pratiquants de Falun Gong. Par exemple, en 2008, le fournisseur du satellite français Eutelsat a suspendu les émissions vers l’Asie de la chaine de télévision New Tang Dynasty sous la pression de l'Administration d'État pour la radio, le cinéma et la télévision chinoise (SARFT). Cette mesure a été perçue comme étant prise en contrepartie de la garantie d'accès au marché chinois.
En 2011, sous la pression des autorités chinoises, le gouvernement vietnamien a traduit en justice deux pratiquants de Falun Gong qui opéraient une station de radio à ondes courtes et diffusaient des informations en Chine. Les deux pratiquants ont été accusés de radiodiffusion illégale et condamnés à 2 et 3 ans de prison,. Plus tôt dans la même année, une autre station de radio opérée par les pratiquants de Falun Gong en Indonésie, la Radio Erabaru, a été fermée sous la pression diplomatique de la Chine,.

## Attitude et réponse internationale

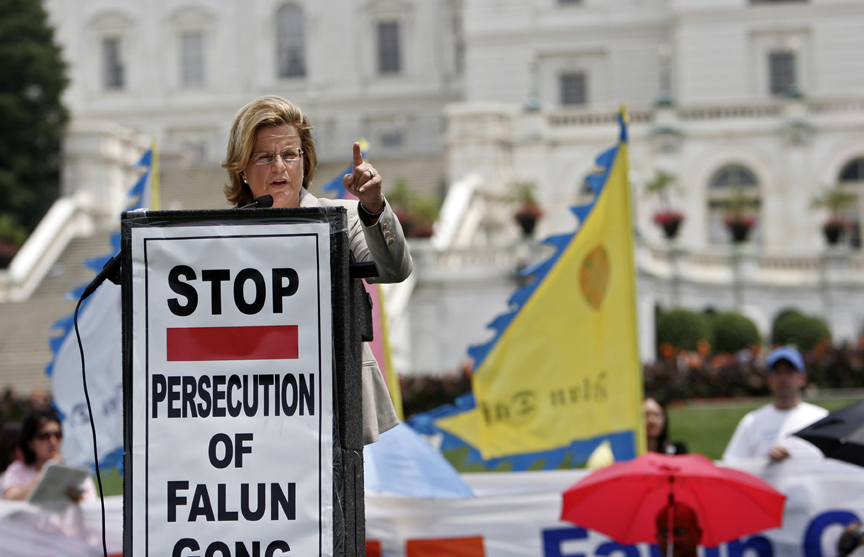
Un membre du Congrès des États-Unis prend la parole lors d'un rassemblement condamnant la persécution du Falun Gong en Chine.

Les gouvernements occidentaux et les organisations des droits de l'homme ont condamné la répression en Chine et ont soutenu la cause du Falun Gong. Depuis 1999, les membres du Congrès des États-Unis ont fait des déclarations publiques et proposé plusieurs résolutions en soutien au Falun Gong. En 2010, la Résolution 605 de la Chambre des représentants a décrit le Falun Gong comme un ensemble « d’enseignements spirituels, religieux et moraux appliqués à la vie quotidienne, ainsi que de la méditation et des exercices basés sur les principes d’authenticité, bienveillance et tolérance », a appelé à « la fin immédiate de la campagne de persécution, d'intimidation, d'emprisonnement et de torture des pratiquants de Falun Gong », a condamné les efforts des autorités chinoises pour répandre à l’échelle mondiale une « propagande mensongère » sur la pratique, et a exprimé son soutien aux pratiquants de Falun Gong persécutés et à leurs familles,.
En décembre 2013, le Parlement européen a voté à la majorité absolue une résolution condamnant les prélèvements forcés d’organes effectués par l’État chinois, une pratique qui touche en particulier les pratiquants du Falun Gong. La résolution appelle également à la libération de tous les prisonniers d’opinion en Chine, dont les pratiquants de Falun Gong.
Les Rapporteurs spéciaux des Nations Unies sur la torture, sur les exécutions extrajudiciaires, sur la violence contre les femmes et sur la liberté de religion et de conviction ont publié de nombreux rapports condamnant la persécution du Falun Gong en Chine et ont transmis aux autorités chinoises les informations sur des centaines de cas préoccupants. Par exemple, en 2003, le Rapporteur spécial sur les exécutions extrajudiciaires a écrit que les rapports en provenance de Chine « décrivent des scènes épouvantables dans lesquelles les détenus, dont beaucoup sont des disciples du mouvement de Falun Gong, meurent à la suite des mauvais traitements, de négligence ou de soins médicaux. La cruauté et la brutalité de ces cas de torture rapportés défient toute description. » En 2010, le Rapporteur spécial sur la liberté de religion et de conviction a condamné la diffamation contre des groupes religieux minoritaires, en attirant en particulier l’attention sur les gouvernements de l'Iran et de la Chine pour leur attitude envers respectivement le bahaïsme et le Falun Gong.
Bien que la répression du Falun Gong ait suscité une condamnation importante en dehors de la Chine, certains observateurs notent que le Falun Gong n'a pas réussi à attirer autant de soutien et d’attention que d'autres groupes dissidents chinois. Katrina Lantos Swett, la vice-présidente de la Commission américaine sur la liberté religieuse internationale, note que la plupart des américains sont au courant de la répression des « bouddhistes tibétains et des groupes chrétiens non enregistrés, ainsi que des avocats militant pour la démocratie et la liberté d'expression, tels que Liu Xiaobo et Ai Weiwei » mais « ne savent presque rien sur la répression du Falun Gong en Chine. »
À partir des années 1999-2001, les reportages des médias occidentaux sur le Falun Gong et en particulier sur le mauvais traitement des pratiquants, étaient fréquents et diversifiés. Toutefois, vers la seconde moitié de 2001, la quantité de ces reportages a tout à coup diminué et après 2002, la couverture du Falun Gong par les principaux médias tels que le New York Times et le Washington post a presque complètement cessé, surtout dans les reportages provenant de Chine. Dans son étude sur la couverture médiatique du Falun Gong, le chercheur Leeshai Lemish a constaté que les médias occidentaux sont également devenus moins objectifs et plus susceptibles de présenter sans aucun discernement la version du Parti communiste, plutôt que celle du Falun Gong ou des groupes de défense des droits de l'homme.
Adam Frank écrit que les médias étrangers ont introduit toute une série de limites à ne pas franchir dans leurs reportages sur le Falun Gong, ce qui concerne notamment le lien entre le Falun Gong et la tradition historique de Chine, les rapports sur les violations des droits de l'homme contre le groupe, et les reportages sur les expériences et les effets de la pratique du Falun Gong. En fin de compte, Adam Frank écrit que dans les reportages sur le Falun Gong, l’habitude occidentale de considérer ce qui est chinois comme « exotique » a pris le dessus, et que bien que « les faits étaient généralement correctement rapportés, le fait que des millions de Chinois considéraient cette discipline comme normale n’est presque jamais mentionné. » David Ownby souligne que le soutien au Falun Gong a aussi été sapé par l’étiquette de « secte » collée à cette pratique par les autorités chinoises, qui n’a jamais été entièrement enlevée de l'esprit de certains Occidentaux, et que cette stigmatisation joue encore un certain rôle dans la perception publique du Falun Gong.
Ethan Gutmann, un journaliste qui écrit des reportages sur la Chine depuis le début des années 1990, a essayé d'expliquer le manque de soutien public au Falun Gong en partie par les lacunes de ce groupe dans le domaine des relations publiques. Ethan Gutmann trouve que contrairement aux militants pour la démocratie ou les Tibétains, qui ont trouvé une place confortable dans les perceptions occidentales, « le Falun Gong marche aux battements d’un tambour typiquement chinois. » Ceci, associé au scepticisme occidental envers les réfugiés persécutés, a formé une perception que les pratiquants de Falun Gong ont une tendance à exagérer les faits ou à « lancer des slogans plutôt que de présenter les faits ». Ethan Gutmann constate également que le Falun Gong n'a pas non plus de soutien solide auprès des électeurs américains qui soutiennent en général la liberté religieuse : les libéraux se méfient de la morale conservatrice du Falun Gong, les chrétiens conservateurs ne mettent pas les pratiquants de Falun Gong à la même place que les chrétiens persécutés, tandis que les politiciens du centre craignent de faire du tort aux relations commerciales et politiques avec le gouvernement chinois. Ainsi, les pratiquants de Falun Gong ont dû largement compter sur leurs propres ressources pour faire face à la répression.